# Douglas' kuifkwartel
Douglas' kuifkwartel of sierlijke kwartel (Callipepla douglasii) is een vogel uit de familie Odontophoridae. De wetenschappelijke naam van de soort is gepubliceerd in 1829 door Vigors.

## Voorkomen
De soort is endemisch in het noordwesten van Mexico en telt vijf ondersoorten:
- C. d. douglasii: Sinaloa, noordwestelijk Durango.
- C. d. bensoni: Sonora, centraal Chihuahua.
- C. d. impedita: Nayarit.
- C. d. teres: Jalisco.
- C. d. vanderbilti: Maria-eilanden.

## Beschermingsstatus
Op de Rode Lijst van de IUCN heeft de soort de status niet bedreigd.

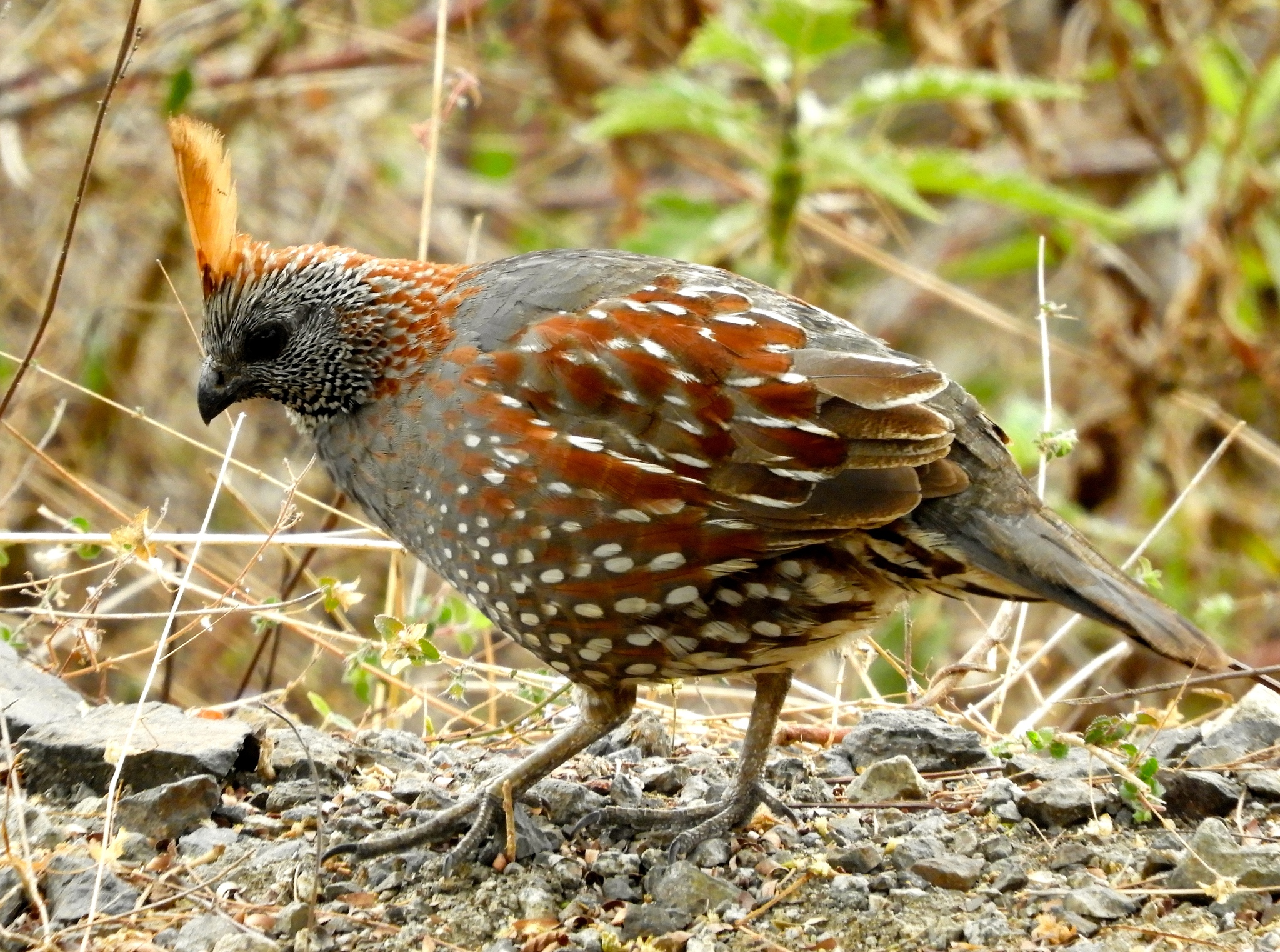